# Gerrit Battem

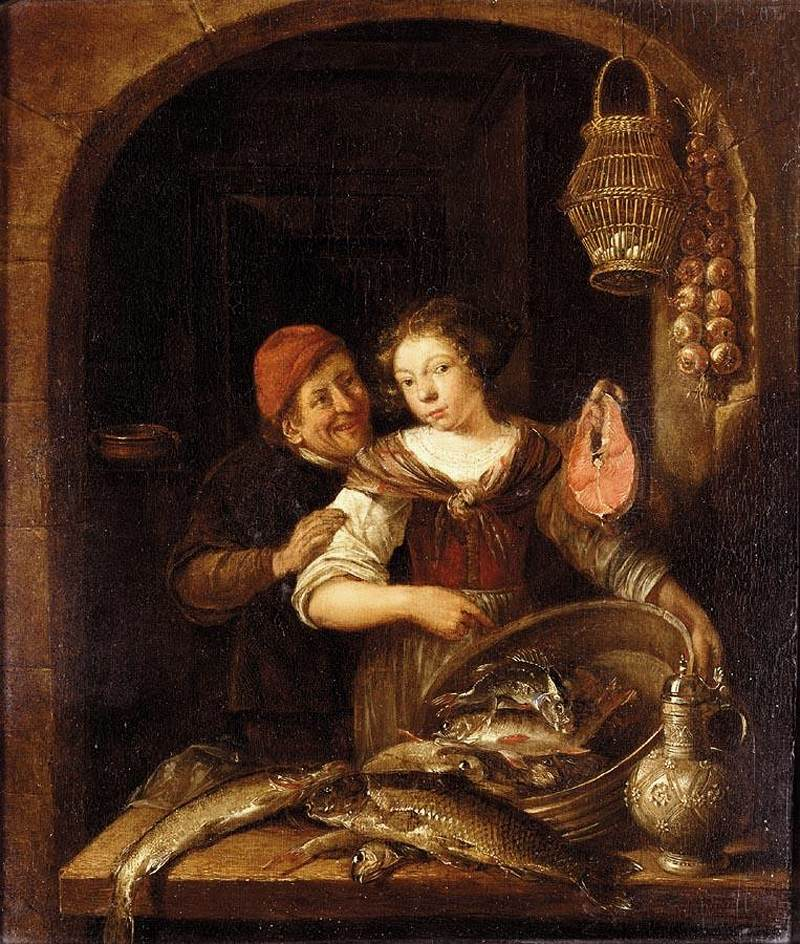
Een man en een jonge vrouw met vis in een venster, ca. 1670, privécollectie

Gerrit Battem (Rotterdam, ca. 1636 - aldaar, 1684) was een Nederlands kunstschilder, tekenaar en prentkunstenaar uit de Gouden Eeuw. Hij vervaardigde landschappen, genrestukken en stillevens. Battem paste diverse media toe: hij maakte etsen, werkte in olieverf en vervaardigde gouaches.
Battem was een zoon van de schilder Gerrit Batton en Elisabeth Furnerius, mogelijk de tante van Abraham Furnerius, bij wie hij in de leer was in de periode 1648 tot 1654. Met Furnerius, die een leerling was van Rembrandt, maakte hij een reis langs de Rijn, zoals vele kunstenaars destijds deden, om er te schetsen, tekenen en schilderen. Veel van zijn gouaches tonen een groot aantal mensfiguren in een (winter)landschap. Hij zou ook hebben samengewerkt met Jacob Isaacksz. van Ruisdael en mensfiguren in diens landschappen hebben toegevoegd.
Rond 1668 werkte hij enige jaren in Utrecht, waar hij trouwde met Margaretha Scheffer, een zuster van de schilder Anton Scheffer, waarna hij terugkeerde naar Rotterdam.
Gerrit Battem overleed in zijn geboorteplaats en werd er begraven op 24 oktober 1684.